# Mafiamorde von Duisburg
Als Mafiamorde von Duisburg wurde ein Ereignis bekannt, bei dem in den Morgenstunden des 15. August 2007 sechs Menschen vor einem italienischen Restaurant in Duisburg erschossen wurden. Aufgrund seiner Brutalität sorgte der Fall auch im Ausland für großes Aufsehen. Hintergrund der Tat war die Fehde zweier verfeindeter ’Ndrangheta-Familien. Der Haupttäter wurde im März 2009 in Amsterdam verhaftet und später nach Italien ausgeliefert. Am 12. Juli 2011 wurde er vor einem Geschworenengericht im kalabrischen Locri zu lebenslanger Haft verurteilt.

## Hergang

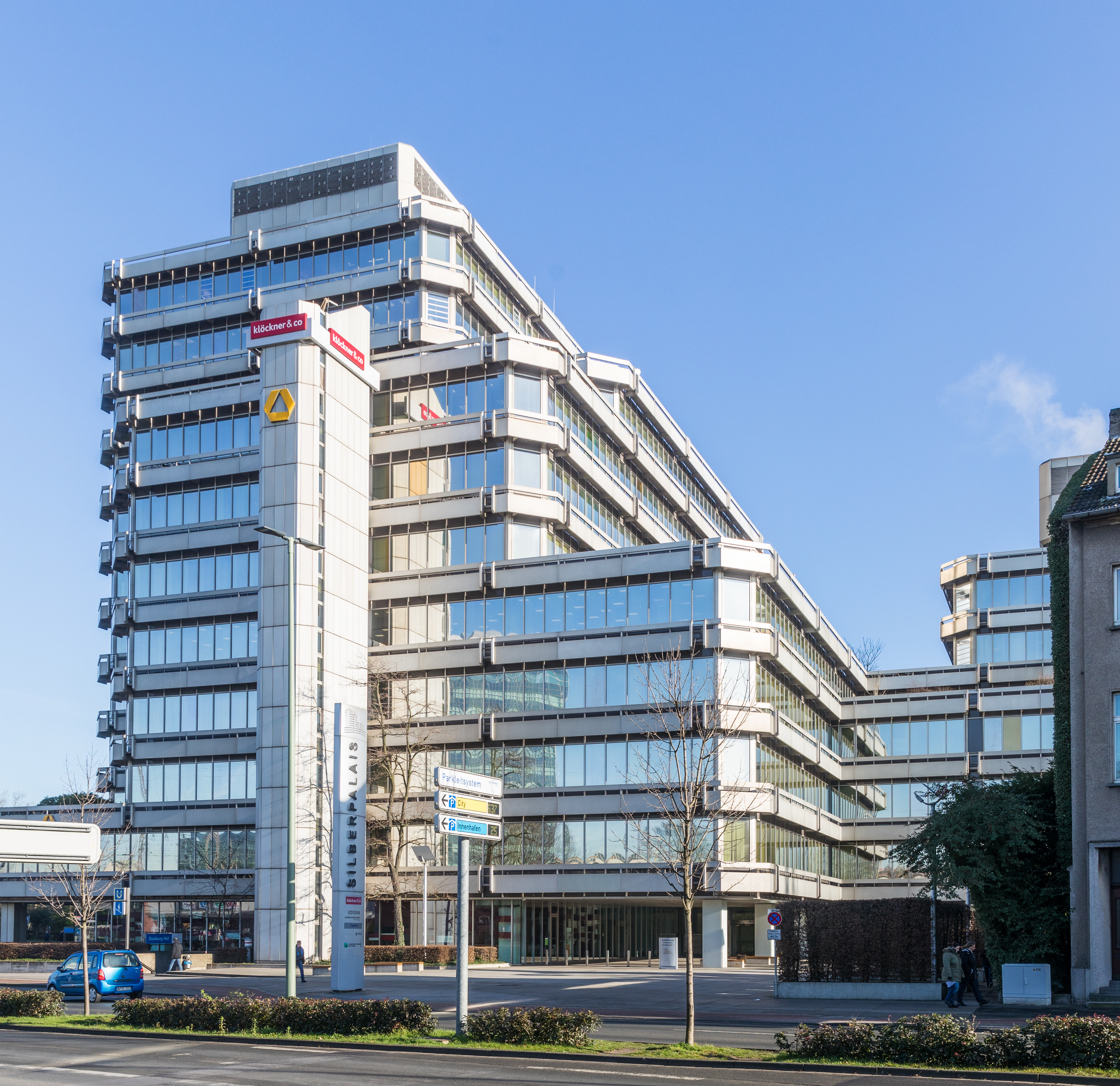
„Silberpalais“ in Duisburg

Am 14. August 2007 trafen sich der Wirt des Duisburger Restaurants „Da Bruno“, Sebastiano S., und sein Lehrling Tommaso-Francesco V. mit vier weiteren Verwandten des Wirts im Restaurant, um in den 18. Geburtstag des Lehrlings hineinzufeiern. Das Restaurant lag im Erdgeschoss des damaligen Verwaltungsgebäudes der Firma Klöckner & Co, das im Volksmund „Silberpalais“ genannt wird. Als Sebastiano S., Tommaso-Francesco V. und ihre Verwandten nach zwei Uhr das Restaurant verließen und in ihre Autos eingestiegen waren, wurden sie dort von zunächst unbekannten Personen erschossen. Der Notruf ging bei der Polizei um 2:24 Uhr ein, um 2:30 Uhr war sie vor Ort. Auf die Opfer waren 54 Schüsse abgegeben worden. Schon kurz nach der Tat wurde spekuliert, dass die Tat mit einer Fehde zweier verfeindeter Familien der Mafiaorganisation ’Ndrangheta in Zusammenhang stehe.

## Hintergründe der Tat
Die Mafiamorde von Duisburg waren der Höhepunkt einer Familienfehde zwischen den Mafia-Familien Strangio-Nirta und Pelle-Romeo, die sich nach einem Karnevalsscherz am 11. Februar 1991 in San Luca und einem daraus resultierenden Streit entwickelte. Dem Streit folgte eine Schlägerei zwischen Mitgliedern beider Familien und Tage danach wurden zwei junge Männer ermordet aufgefunden. Die Fehde blieb jahrelang ruhig, bis am 25. Dezember 2006 die 33-jährige Maria S., die Ehefrau eines der beiden vermutlichen Haupttäter, ermordet aufgefunden wurde. Wahrscheinlich war der 25-jährige Marco M. der Täter, der Maria S. damals tötete. Er befand sich auf der Flucht vor Mafiosi in Deutschland, als er mit den anderen Opfern vor dem Restaurant erschossen wurde.

## Ermittlungen und Festnahmen
Schon wenige Wochen nach der Tat wurde der später verhaftete Giovanni Strangio mit der Tat in Verbindung gebracht. Das BKA hatte Informationen über die Vorfälle an Weihnachten 2006 von der italienischen Polizei erhalten und aufgrund der polizeibekannten familiären Verbindungen nach Duisburg entsprechend weitergeleitet. Giovanni Strangio soll mit einem Komplizen am Morgen des 15. August 2007 auf die sechs italienischen Männer geschossen haben. Im Fluchtfahrzeug fanden sich seine DNA- und Schmauchspuren. Die Ermittlungen der italienischen und der deutschen Polizei wurden in der Folge intensiviert und eine gemeinsame Task Force zur Lösung des Falles gebildet.
Erste Erfolge konnten vier Monate nach der Tat gemeldet werden, als vier verdächtige Personen in Neuss, Oberhausen und San Luca festgenommen wurden. Im August 2008 wurde ein Schwager der 2006 getöteten Frau festgenommen, der als Drahtzieher des Attentats vermutet wurde. Im Oktober 2008 wurde der Anführer der Mafia-Familie Pelle-Romeo in Italien festgenommen. Er soll 2006 den Auftrag gegeben haben, Maria S. zu töten. Ihr Ehemann, der als einer der Hauptverdächtigen gilt, wurde von niederländischen Polizisten im November 2008 in Amsterdam festgenommen.
Eine Feinstaubplakette in seiner Wohnung brachte die Polizei letztlich auf die Fährte von Giovanni Strangio: Die Plakette war auf einen Frankfurter PKW eines Kontaktmannes ausgestellt, der die Polizei letztendlich zum Versteck führte. Nachdem diese das Haus monatelang observiert hatte, wurde der Täter am Abend des 12. März 2009 in Amsterdam verhaftet. Bei ihm waren seine Frau und ein weiterer möglicher Tatverdächtiger. Er wurde ebenso wie der andere Hauptverdächtige später nach Italien ausgeliefert.
Im September 2013 wurde der flüchtige, wegen Mordes bereits zu einer lebenslangen Freiheitsstrafe verurteilte Mafia-Boss Francesco Nirta im niederländischen Nieuwegein festgenommen.
Die Ermittlungen der deutschen Polizei zeigten auch, dass die ’Ndrangheta insbesondere in Nordrhein-Westfalen mittlerweile über feste Stützpunkte verfügt. Außerdem fanden sich etliche Verbindungen aus Nordrhein-Westfalen nach Thüringen, insbesondere nach Erfurt.

## Prozess
Im kalabrischen Locri begann im April 2010 der Prozess gegen Giovanni Strangio und zwei weitere Verdächtige. Dieser war in einen großen Prozess eingebettet, in dem insgesamt 14 'Ndrangheta-Mitglieder angeklagt waren. Sieben von ihnen, darunter auch der Haupttäter der Morde in Duisburg, wurden am 12. Juli 2011 zu lebenslangen Haftstrafen verurteilt.

## Folgen
Als Folge aus den Morden soll die ’Ndrangheta in Deutschland ein eigenes Aufsichtsgremium eingeführt haben, den Crimine di Germania. In ihm kommen laut Medienberichten regelmäßig Vertreter der wichtigsten Familienclans zusammen. Sie sollen zwischen den einzelnen Interessen vermitteln und so blutige Auseinandersetzungen wie in Duisburg verhindern. Deutschland ist das einzige europäische Land außerhalb ihrer Heimat, in dem die kalabrische Mafia über solch ein übergeordnetes Gremium verfügt. Es steht in direktem Kontakt zum Crimine di Polsi, dem obersten Aufsichtsgremium der ’Ndrangheta überhaupt.

## Film

### Dokumentation
- 2008: Im Netz der Mafia. (Regie: Ulrike Brödermann, Phillipp Zahn, Produktion: Tuatara Ltd. im Auftrag des ZDF, Erstausstrahlung: 22. Oktober 2008 im ZDF)[23][24]

### Spielfilm
- 2019: Die Spur der Mörder. (Regie: Urs Egger, 90 Minuten, Deutschland 2019, EA: 18. Oktober 2019 auf ARTE)[25][26]
- 2019: Duisburg – Linea di sangue (Italienischer Fernsehfilm)